# Hundsfeld (Rhön)
Hundsfeld war eine Gemeinde, gelegen sechs Kilometer südlich von Hammelburg im unterfränkischen Landkreis Bad Kissingen, an der Bundesstraße 27. Die Ortschaft wurde 1937/38 dem Truppenübungsplatz Hammelburg einverleibt und abgesiedelt. Kurzfristig wurden 1950 vier Siedlerstellen eingerichtet, die aber bereits 1955 im Zuge der Wiederbewaffnung aufgegeben werden mussten.

## Geschichte
Die Besiedlung der Mark Hammelburg ist bereits für die Jungsteinzeit nachgewiesen. Aus der Hallstattzeit finden sich in der Gemarkung Hügelgräber. Nach Ansiedlung der Thüringer setzten sich Anfang des 8. Jahrhunderts Franken hier fest.
Hammelburg ist in einer Urkunde von Karl dem Großen von 777 erwähnt, in der er Gebiete um Hammelburg an das Kloster Fulda schenkte. Dem späteren Hochstift gehörte das Dorf bis zur Säkularisation als Fremdkörper im Bereich des Hochstifts Würzburg an und wurde auch, als sein südlichster Punkt, gut befestigt, vor allem im Bereich der Kirche. Eine erste Kirche existierte vielleicht bereits im 14. Jahrhundert, die letzte wurde 1719/38 errichtet. Die starke Kirchenburg, den Heiligen Kosmas und Damian gewidmet, mit Gaden und Keller war bis nach 1945 erhalten. Das Wappen des damaligen Fürstabtes existiert noch an der Ostwand der Kirche von Rothof (1956, s. u.); ebenso wurde der Großteil der Einrichtung dorthin übertragen.

## Absiedlung

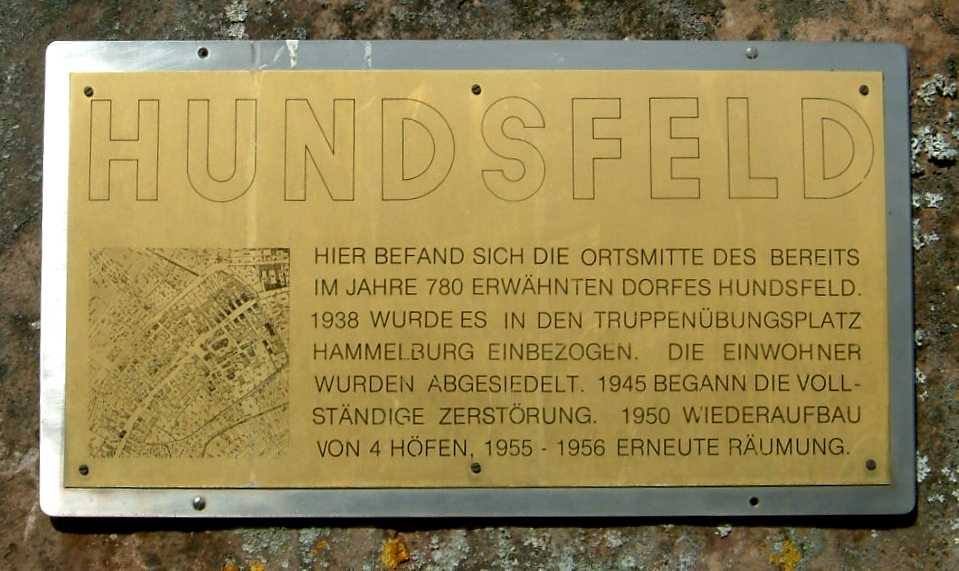
Erinnerungstafel

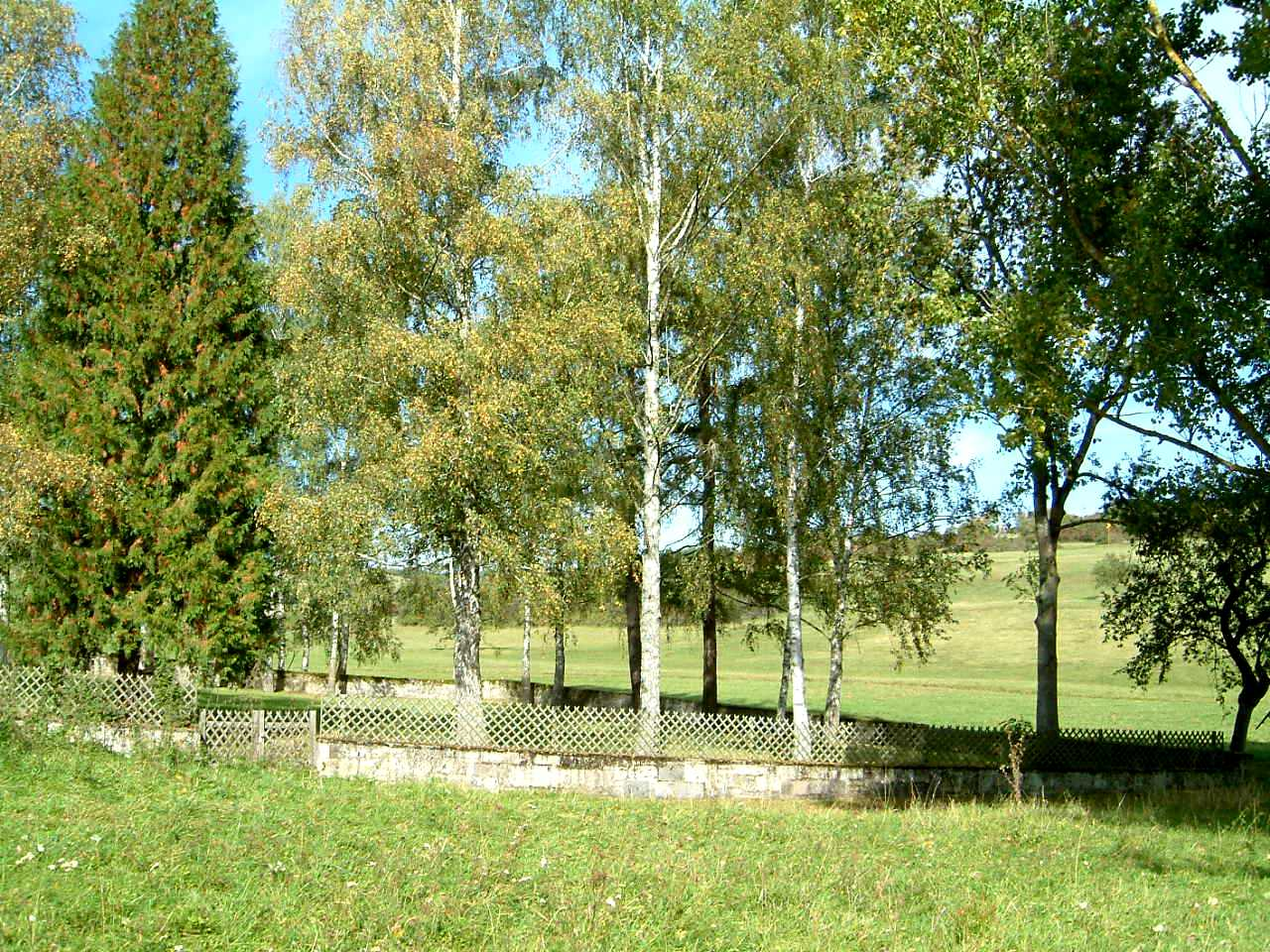
Friedhof

Zur Einrichtung eines Truppenübungsplatzes für das II. bayerische Armeekorps wurde in den Jahren 1895/96 umfangreiche Enteignungen in der Umgebung von Hammelburg durchgeführt, von denen Hundsfeld am stärksten betroffen war (mit der Hälfte seiner Gemarkung). Auch sein Betrieb wirkte sich gravierend auf das tägliche Leben und die Bewirtschaftung der Felder aus. Nach 1918 wurde es versäumt, das Gelände zurückzuerwerben, und 1936 wurde entschieden, das Gelände für den Truppenübungsplatz sogar zu erweitern. Als einziges Dorf neben Bonnland wurde Hundsfeld vollständig aufgelöst. Als letzte der damals 500 Einwohner verließen am 20. April 1938 fünf Familien das Dorf. Die Gemeinde Hundsfeld wurde erst am 21. September 1943 amtlich aufgelöst. Ihr Gebiet wurde in den Truppenübungsplatz Hammelburg eingegliedert und war bis 1947 amerikanisches Internierungslager, genannt auch Entnazifizierungslager, für NSDAP-Angehörige.
Das Dorf wurde keineswegs von der Wehrmacht zerstört, auch nicht von den US-Streitkräften nach ihrem Einmarsch, sondern die verfallenden, aber noch stehenden Gebäude wurden zum Abbruch verschleudert. 1949 wurde Bonnland wieder besiedelt. Am 1. April 1949 wurde dem Ort der Gemeindestatus neu zuerkannt. Auch für Hundsfeld waren ursprünglich 40 Siedlerstellen geplant. Das Gebiet der ehemaligen Gemeinde Hundsfeld erhielt jedoch den Gemeindestatus nicht zurück und wurde am 1. April 1949 zu einem gemeindefreien Gebiet. Es gab seit 1951 Gerüchte, dass die Amerikaner auf einer Erweiterung des Truppenübungsplatzes bestünden, und tatsächlich wurden die vier Siedlerstellen wieder aufgegeben. Erst jetzt wurden die noch stehenden Gebäudeteile, einschließlich der Kirche (1960 gesprengt), vollständig dem Erdboden gleichgemacht. Das ehemalige Dorf ist jetzt eine Wüstung. Vom Friedhof, der heute als letzter Rest des Dorfes in militärischem Sperrgebiet liegt, findet sich nur noch ein Kreuz.

## Umsiedlung
Die Entschädigungen im NS-Staat waren durchaus großzügig. Einige der Eigentümer sind ausgewandert, andere haben in der näheren oder weiteren Umgebung eine neue Heimat gefunden. 18 Bauernfamilien ließen sich im „Rothof“, einem Ortsteil der Gemeinde Rottendorf nieder, auf einem Gelände, das vom Juliusspital Würzburg hatte verkauft werden müssen. 1956 wurde eine neue Kirche errichtet – wieder den Heiligen Kosmas und Damian gewidmet.

## Militärische Nutzung
Nach dem ehemaligen Dorf in der Rhön ist heute der Übungsraum Hundsfeld benannt. Dieser befindet sich nördlich der alten Bundesstraße und besteht aus einer neu errichteten Ortskampfbahn mit sieben Gebäuden etwa 300 m nordöstlich des Friedhofsgeländes sowie aus zwei noch weiter nordöstlich gelegenen Wurfständen für Handgranatenübungen (sog. „Reifenhäuser“).

## Töchter und Söhne
- Willibald Schmitt (* 1923), Mediziner, Professor für Innere Medizin, Chefarzt im Juliusspital.[3]